# IC 5251
IC 5251 — галактика типу *3 (потрійна зірка) у сузір'ї Пегас.
Цей об'єкт міститься в оригінальній редакції індексного каталогу.